# オードリー (小惑星)
オードリー (4238 Audrey) は小惑星帯の小惑星。アントニーン・ムルコスがクレチ天文台で発見した。
女優のオードリー・ヘプバーンにちなんで名付けられた。